# Torymus pavidus
Torymus pavidus is een vliesvleugelig insect uit de familie Torymidae. De wetenschappelijke naam is voor het eerst geldig gepubliceerd in 1836 door Say.